# الرابط: أكل، حب، اقتل
رابط: أكل، حب، أقتل (بالكورية: 링크: 먹고 사랑하라, 죽이게)؛ هو مسلسل تلفزيوني كوري جنوبي، من بطولة يو جين جوو ومون جا يونغ. عرض على قناة تي في إن يومي الإثنين والثلاثاء من 6 يونيو إلى 26 يوليو عام 2022.

## القصة
انها دراما تمزج بين الخيال والرومانسية والغموض، عن رجل بدأ فجأة يشعر بكل المشاعر التي تمر بها امرأة معينة.

## طاقم

### رئيسي
- يو جين-جو في دور إيون جي هون[8]

طاهٍ مساعد في مطعم راقٍ ذو مظهر جميل وصوت مثير.
- مون جا يونغ بدور نوه دا هيون[8]

باحثة عن عمل تعتقد أن الابتسام سيجلب لها الحظ السعيد، ولكن في الواقع، تكون النتيجة معاكسة.

### دور داعم
- لي بوم سوري في دور هوانج مين-جو[9]

ضابطة شرطة برتبة رقيب ولديها رغبة كبيرة في العمل وتحلم بتوسيع حدودها كضابطة من خلال إجراء المزيد من التحقيقات العملية.
- سونغ دوك هو بدور جي وون تاك[10]

ضابط شرطة بذكريات قاتمة.
- لي سوك هيونغ في دور تشا جين هو[11]

طاهٍ مبتدئ لـ  إيون جي هون.
- كيم جي يونغ في دور هونغ بوك هي[12]

والدة نوه دا هيون وصاحبة مطعم تشون أوك هوت بوت.
- يو جونغ هو[13]
- يو دونغ هون في دور بونج سون كيونج[14]
- لي بوم في دور لي أون جيونج [15]

طاهي يعمل مع  إيون جي هون، الحاصل على العديد من الشهادات الغذائية ومهارات الطهي الاحترافية.
- شين جاي هوي بدور لي جين جيون[16]

من حول دا هيون، شخصية غامضة ذات مظهر جميل.
- بارك بو كيونغ في دور جانغ مي سوك[17]

والدة إيون جي هون  

## المشاهدات
| الموسم | الموسم | رقم الحلقة | رقم الحلقة | رقم الحلقة | رقم الحلقة | رقم الحلقة | رقم الحلقة | رقم الحلقة | رقم الحلقة | رقم الحلقة | رقم الحلقة | رقم الحلقة | رقم الحلقة | رقم الحلقة | رقم الحلقة | رقم الحلقة | رقم الحلقة | المتوسط |
| الموسم | الموسم | 1          | 2          | 3          | 4          | 5          | 6          | 7          | 8          | 9          | 10         | 11         | 12         | 13         | 14         | 15         | 16         | المتوسط |
| ------ | ------ | ---------- | ---------- | ---------- | ---------- | ---------- | ---------- | ---------- | ---------- | ---------- | ---------- | ---------- | ---------- | ---------- | ---------- | ---------- | ---------- | ------- |
|        | 1      | 767        | 655        | 525        | 528        | 393        | 532        | 341        | 479        | 398        | 478        | 364        | 448        | 306        | 384        | 331        | 521        | 472     |

| الحلقات | تاريخ البث    | تقييمات "نيلسن كوريا" | تقييمات "نيلسن كوريا" |
| الحلقات | تاريخ البث    | على الصعيد الوطني     | منطقة العاصمة         |
| --- | ------------- | --------------------- | --------------------- |
| 1 | 6 يونيو 2022  | 3.124%                | 3.280%                |
| 2 | 7 يونيو 2022  | 3.098%                | 3.342%                |
| 3 | 13 يونيو 2022 | 2.280%                | 1.947%                |
| 4 | 14 يونيو 2022 | 2.562%                | 2.659%                |
| 5 | 20 يونيو 2022 | 1.933%                | 2.032%                |
| 6 | 21 يونيو 2022 | 2.533%                | 2.398%                |
| 7 | 27 يونيو 2022 | 1.469%                | 1.192%                |
| 8 | 28 يونيو 2022 | 2.133%                | 1.847%                |
| 9 | 4 يوليو 2022  | 1.748%                | 1.465%                |
| 10 | 5 يوليو 2022  | 2.234%                | 1.944%                |
| 11 | 11 يوليو 2022 | 1.467%                | N/A                   |
| 12 | 12 يوليو 2022 | 1.873%                | 1.728%                |
| 13 | 18 يوليو 2022 | 1.423%                | 1.167%                |
| 14 | 19 يوليو 2022 | 2.021%                | 1.708%                |
| 15 | 25 يوليو 2022 | 1.610%                | 1.162%                |
| 16 | 26 يوليو 2022 | 2.228%                | 1.881%                |
| المعدل | المعدل        | 2.108%                | غ/م                   |
| - تُبث هذه الدراما على قناة الكابل / التلفزيون المدفوع الذي عادةً ما يكون جمهورها أصغر نسبيًا مقارنةً بالمحطات التلفزيونية / العامة (KBS ، SBS ، MBC ، EBS). |               |                       |                       |

## الإنتاج

### صناعة
المسلسل من اخرج هونغ جونغ تشان الذي عمل على مسلسلات مثل الطبيب الغريب، إستحقاق الإسم، الحياة، قاضية محكمة الأحداث. ومن كتابة كي يونغ التي كتبت مسلسل «الشريك المريب» 2017 ، ومسلسل اتذكرك لعام 2015.

### طاقم
تم عرض الدور الرئيسي إيون جي هون لأول مرة على الممثل كيم سيون هو. في 16 ديسمبر 2021 ، أكد كل من يو جين غو ومون جا يونغ ظهورهما في المسلسل.

### التصوير
في 22 مارس 2022 ، تم الإعلان عن تعليق التصوير مؤقتًا بعد أن خضع يو جين-جو لاختبار PCR لـ كوفيد-19. من المقرر استئناف التصوير بمجرد ظهور نتائج اختبار الفحص لكل من طاقم الإنتاج وأعضاء فريق التمثيل.

### الأصدار
في الأصل كان من المقرر عرضه في 16 مايو ولكن تم تغيير جدول بثه ليعرض في 6 يونيو 2022.

## روابط خارجية
- الموقع الرسمي
 باللغة الكورية
- رابط: أكل، حب، اقتل على موقع IMDb (الإنجليزية)
- رابط: أكل، حب، اقتل على موقع ليتربوكسد (الإنجليزية)
- رابط: أكل، حب، اقتل على موقع كينوبويسك (الروسية)
- رابط: أكل، حب، اقتل على موقع قاعدة بيانات الفيلم (الإنجليزية)
- الرابط: أكل، حب، اقتل على هانسينما